# Лаєм Парсонс
Лаєм Парсонс  (англ. Liam Parsons; нар. 27 червня 1977) — канадський веслувальник, олімпійський медаліст.

## Виступи на Олімпіадах
| Олімпіада  | Дисципліна                              | Місце |
| ---------- | --------------------------------------- | ----- |
| Пекін 2008 | легка четвірка розстібна без стернового | 3     |